# エンリケ・アヴァンシーニ
エンリケ・アヴァンシーニ（Henrique Avancini、1989年3月30日 - ）は、ブラジル・ペトロポリス出身の自転車競技（マウンテンバイク）選手。

## 経歴
- マウンテンバイク世界選手権
  - 2018年 4位 クロスカントリー
  - 2018年  クロスカントリーマラソン
  - 2021年  クロスカントリー ショートトラック
  - 2023年  クロスカントリーマラソン

- UCIマウンテンバイクワールドカップ
  - 2019年  総合3位 クロスカントリー

- アメリカ大陸選手権
  - 2013年  優勝 クロスカントリー
  - 2015年  優勝 クロスカントリー
  - 2016年  2位 クロスカントリー
  - 2017年  2位 クロスカントリー
  - 2022年  優勝 クロスカントリー
  - 2022年  クロスカントリー ショートトラック

- 南米大会
  - 2014年 　優勝 クロスカントリー

- ブラジル国内選手権
  - 2013年    優勝 クロスカントリー
  - 2014年  2位 クロスカントリー
  - 2015年    優勝 クロスカントリー
  - 2016年    優勝 クロスカントリー
  - 2017年  2位 クロスカントリー
  - 2018年    優勝 クロスカントリー
  - 2019年    優勝 クロスカントリー
  - 2019年    優勝 クロスカントリー マラソン
  - 2020年    優勝 クロスカントリー
  - 2020年    優勝 クロスカントリー ショートトラック
  - 2021年    優勝 クロスカントリー
  - 2021年    優勝 クロスカントリー ショートトラック
  - 2022年    優勝 クロスカントリー
  - 2022年    優勝 クロスカントリー ショートトラック
  - 2023年    優勝 クロスカントリー
  - 2023年    優勝 クロスカントリー ショートトラック